# Dispens
Dispens (dispenz, dispense, dispenze) je udělení výjimky (ve smyslu prominutí, zproštění nebo osvobození) od zákona. Tohoto pojmu se používá především v kanonickém právu katolické církve. Neomezeně[zdroj?] může dispens udělovat papež, udělovat ho ovšem mohou i jiní představitelé, například biskupové. Tohoto práva se užívá například při svatbách uzavíraných v katolické církvi v situaci, kdy jsou snoubenci v příbuzenském poměru nebo je jeden ze snoubenců pokřtěný a druhý nepokřtěný, zde je možné požádat o tzv. dispens disparitatis cultus.